# Olympe Chabert
 (mai 2025).
Olympe Chabert, née le 24 février à Clichy en 1999, est une auteure-compositrice-interprète française.

## Biographie
Fille de parents comédiens et d’une mère chanteuse aussi, Olympe Chabert s'initie très jeune au violoncelle, à la guitare, au chant lyrique, et au théâtre.
Adolescente, elle intègre un groupe pour jouer dans les bars.
Elle étudie la comédie musicale au Conservatoire de Paris pendant deux ans, puis s'inscrit au Cours Florent.
Elle commence ensuite à enregistrer des vidéos de reprises sur YouTube, ce qui lui permet d'être repérée par Bigflo et Oli, qui lui proposent d'intégrer en 2021 leur label musical Bonne Étoile.
Cette collaboration avec les 2 coaches de The Voice lui permet en 2024 de participer à l'écriture d'une des chansons de cette émission,.
Après la publication de plusieurs singles, elle publie son premier EP Haut les cœurs (part 1) en 2024.

## Discographie

### Albums studio
- 2024

### Singles
- 2021 :  Trop
- 2021 :  Meuf
- 2022 :  Sans amour
- 2022 :  Roméo&Juliette
- 2022 :  Vos regards
- 2023 :  Ma terre
- 2025 :  Terminus
- 2025 :  Lila

### Maxi
- 2024 :  Bad boy malheureux

### Collaborations
avec fairy : 
▪︎  2019 : pornhub 
avec Bigflo et Oli : 
- 2022 :  Tant pis ou tant mieux

avec Nusky & Vaati :
- 2023 :  Fini

avec A2H :
- 2023 :  Les papillons

avec Sika Deva :
- 2024 :  Play it cool

avec Nochka :
- 2024 :  Peugeot 204